# 4957 Brucemurray
4957 Brucemurray је Амор астероид са средњом удаљеношћу од Сунца која износи 1,565 астрономских јединица (АЈ).
Апсолутна магнитуда астероида је 15,1.